# Sia Kamanor
Sia Kamanor (sinh ngày 9 tháng 3 năm 1977) là một vận động viên chạy nước rút Sierra Leone. Cô đã tham gia cuộc thi tiếp sức 4 × 100 mét nữ tại Thế vận hội Mùa hè 1996.